# Беюкдаг
Беюкдаг (азерб. Böyükdağ palçıq vulkanı) — грязевой вулкан в Азербайджане. Расположен на Апшеронском полуострове, вблизи посёлка Бинагади.

## Описание
Высота Беюкдага составляет 110 м, площадь — 38,5 тысяч м². Беюкдаг отделён от грязевого вулкана Кичикдаг впадиной.
Грязевой вулкан расположен на северном крыле Бинагадинской складки, на участке Бинагадинского нефтяного месторождения.